# Eulithis griseata
Eulithis griseata là một loài bướm đêm trong họ Geometridae.